# Solanum chrysophyllum
"Solanum chrysophyllum" là một thực vật có hoa loài thuộc họ cà (Solanaceae). Có lẽ nó cùng với các loài trước đây xếp vào Solanum nhưng đã xếp lại sang chi Lycianthes, tuy vậy định danh chính xác vẫn còn chưa rõ.
Đây là loài đặc hữu của Ecuador. Tình trạng bảo tồn của nó hiện vẫn chưa rõ.